# Notre pain capital
Pour plus de détails, voir Fiche technique et Distribution.
Notre pain capital est un film documentaire sénégalais réalisé par Sani Elhadj Magori, sorti en 2008,.

## Fiche technique
- Titre français : Notre pain capital[3]
- Réalisateur : Sani Elhadj Magori
- Scénario : Sani Elhadj Magori
- Producteur :
- Distribution : Ardèche Images
- image : Sani Elhadj Magori
- Montage :Sani Elhadj Magori
- Son : Simon-Pierre Bell et Awa Traoré
- Genre : Documentaire
- Durée :
- Sortie : 2008

## Prix et distinctions
- 2009 : Festival international de court-métrage de São Paulo[4]
- 2009 : Sélectionnée au Festival del Cinema Africano à Milan
- 2009 : Sélectionnée a San Gio’ Video Festival
- 2009 : Sélectionnée au Festival des Cinémas Africains à Bruxelles
- 2009 : Mention spéciale du jury au Festival Plein Sud Cozes